# Комунистически интернационал
Комунистическият интернационал, известен със съкращението Коминтерн и като Трети интернационал, е обединение на комунистически партии от цял свят, признаващи марксизма-ленинизма за своя водеща идеология.
Третият интернационал съществува от 1919 до 1943 г., със седалище в Москва. Обявява се за продължител на Първия интернационал и на марксисткото крило във Втория интернационал.
Има цел да мобилизира и финансира комунистическите партии в цял свят за световна революция, ликвидиране на капитализма, установяване на диктатура на пролетариата, изграждане на социализма и комунизма в цял свят.
Организацията, с председател Григорий Зиновиев, се дели на национални секции. Ръководи и подпомага съпротивителното движение, вкл. на Българската комунистическа партия. Председател на българската секция е Георги Димитров.

## Създаване
Коминтернът е създаден на 4 март 1919 г. в Москва по инициатива на Ленин и партията на болшевиките.
Още на 1 ноември 1914 г. Ленин издига в манифест на болшевишката партия идеята за създаване на нов интернационал. Цимервалдската конференция през 1915 и Кинталската конференция от 1916 г. водят до сплотяване на марксистките сили след Втория интернационал.
Победата на Октомврийската революция в Русия през 1917 г. дава тласък в създаване на комунистически партии по целия свят, най-вече в Европа и Америка.

## Конгреси

### Първи конгрес
От 2 до 6 март 1919 г. заседава Учредителният конгрес на Коминтерна, на който присъстват делегати от 35 комунистически партии, комунистически групи и леви крила в социалдемократически партии, включително и от Българската работническа социалдемократическа партия (тесни социалисти). Ленин изнася доклад „За буржоазната демокрация и диктатурата на пролетариата“, в който отбелязва основните цели на създаващото се обединение.

### Втори конгрес
Вторият конгрес на Коминтерна се провежда от 19 юли до 7 август 1920 г. в Петроград. Ленин посочва изграждането на „партия от нов тип“ като основно условие за развитието на революционната борба.
Приети са 21 политически и организационни условия за влизане в Коминтерна на дадена партия. Сред тях е условието да се обяви за „секция“ на Коминтерна в дадената държава. Излиза с позиция по аграрния и по колониалния въпрос.
От конгреса са осъдени „левите комунисти“. На партиите членки се дават насоки за издигане на представители в парламентите на капиталистическите страни, за участие в казионните профсъюзи и други.

### Трети конгрес
Третият конгрес (22 юни – 12 юли 1921) издига единния фронт на работническата класа със селячеството като основно средство за постигане на по-голямо влияние сред трудовите класи.

### Четвърти конгрес
Четвъртият конгрес (5 ноември – 5 декември 1922) потвърждава тактиката на единен фронт.

### Пети конгрес
Петият конгрес (17 юни – 8 юли 1924) под ръководството на Сталин настоява за пълна болшевизация на партиите членки.

### Шести конгрес
На Шестия конгрес (17 юли – 1 септември 1928) е обявена „борба против десния опортюнизъм“.
По-късно отцепилите се от международното комунистическо движение течения на левичари и троцкисти признават съответно само първите 2 или първите 4 конгреса.

### Седми конгрес
Седмият конгрес на Коминтерна се състои в Москва от 25 юли до 25 август 1935 г. Придобилият международна известност по време на Лайпцигския процес като изтъкнат водач на комунистическото движение и борбата срещу фашизма българин Георги Димитров е избран за генерален секретар на Коминтерна.
Докладът на Димитров „Настъплението на фашизма и задачите на Комунистическия интернационал в борбата за единството на работническата класа“ заема централно място на конгреса и се оценява като преломен момент в международното комунистическо движение. Димитров негласно отрича вдъхновеното от Сталин противопоставяне на комунистите с всички останали политически течения и се обявява за коалиция – единен фронт срещу засилващото се влияние на фашизма. Той посочва, че съвместните действия на комунистически и социалистически партии могат да доведат до увеличаване на политическата роля на работническата класа. Единният фронт цели оказване на влияние върху католически, анархистки или дори фашистки ориентираните работници. Той има за задача привличането към борбата срещу фашизма и на хора, принадлежащи към селячеството и дребната буржоазия, да предизвика у народите от колониалните страни чувства на съпричастност към борбите на работниците от метрополиите.
Конгресът потвърждава изводите в доклада на Димитров и гласува да се поеме курс към народен фронт. Идеите на Георги Димитров са практически приложени от френската и испанската комунистическа партия, съответно при участието в коалиционното правителство на Леон Блум и сформирането на широк фронт за защита на републиката в Испания.

## Сталински чистки
Сталин не е доволен от резултатите на борбите на международните комунистически партии и се отказва от утопичните идеи на Ленин за световна пролетарска революция. Многото емигранти в страната и борбата на революционерите по места струват много средства, а ползата е малка.
Масовите чистки на комунисти от 1937 до 1939 г. се провеждат и спрямо емигрантите, организирани в структурите на Коминтерна, но също така насъскват революционери, които се борят нелегално в родината си, да се избиват един друг. Под ударите на репресиите попадат видни дейци на международното движение като Бела Кун, Пятницки, Уго Еберлайн, Хайнц Нюман.
Хиляда немски емигранти са изпратени от Русия с влак във нацистка Германия. Колективни удари са насочени срещу полската, югославската и палестинската комунистическа партия. Герои от Гражданската война в Испания попадат под ударите на НКВД, ръководени от Лаврентий Берия. Съратници на Георги Димитров – Попов и Танев, бивши подсъдими заедно с него на процеса в Лайпциг, също попадат в ГУЛАГ. Екзекутирани са лидери на партии от Корея, Индия, Мексико, Иран, Монголия, Турция.
Това убива международния авторитет на Коминтерна и дава тласък за основаването през 1938 г. на Четвърти интернационал от компартиите, недоволни от политиката на Сталин.

## Втора световна война
Комунистическите партии имат традиционна антифашистка насоченост, но въпреки одобрения от Седмия конгрес доклад на Георги Димитров в началото на Втората световна война Сталин налага на Коминтерна да заеме позиция на неучастие. Войната е обявена за изцяло империалистическа, без отношение към интересите на работническата класа. На партиите членки е наредено да поддържат линия на ненамеса в конфликта. Натискът на Сталин е до голяма степен продиктуван от интереса му да запази целостта на пакта за ненападение „Рибентроп – Молотов“, сключен между СССР и Нацистка Германия през 1939 г.
В хода на 1940 година очакванията на Сталин за продължителна война в Европа, която да му позволи интервенция в удобен момент, не се оправдават и бързите успехи на Германия го карат все повече да се опасява от предстоящ конфликт с нея. Към ноември 1940 година Коминтернът вече провежда неафиширана пропаганда за деморализиране на германските войски, в началото на следващата година негови ръководители говорят за „справедливия характер на войната за нападнатите народи“, а през май отново на дневен ред излиза изграждането на „широк национален фронт“ в редица страни.
Успоредно с това положението на Коминтерна и неговото ръководство в съветската политическа система става все по-несигурна. На частна вечеря през април Сталин приветства изискваното от нов закон напускане на Коминтерна от Комунистическата партия на Съединените щати и се обявява за по-автономно развитие на националните комунистически партии. Още на следващия ден генералният секретар Георги Димитров обсъжда разпускането на Коминтерна с други негови секретари, а на 12 май съгласува конкретните стъпки за това с Андрей Жданов. Вече подготвеното разпускане на организацията е отложено заради началото на войната между Съветския съюз и Германия.
След 22 юни 1941 г., когато Хитлеристка Германия напада СССР, Коминтернът променя линията си и призовава за въоръжена борба срещу Силите от Оста.

## Разпускане
С напредването на Втората световна война Коминтернът все повече се превръща в пречка в отношенията на Съветския съюз с неговите съюзници. През април 1943 г. американският президент Франклин Делано Рузвелт директно поставя въпроса за разпускането на Коминтерна като условие за съюзните отношения със Съветския съюз. На 8 май, в разгара на дипломатическа криза между съюзниците, секретарите Георги Димитров и Дмитрий Мануилски са извикани при външния министър Вячеслав Молотов, който им нарежда да организират разпускането на Коминтерна. След съгласуване на детайлите със Сталин, разпускането на организацията е публично обявено на 22 май, като повечето нейни ръководители бързат да я обявят за изиграла ролята си.
Разпускането на Коминтерна влиза в сила на 10 юни 1943 година, а два дни по-късно към Централния комитет на Всесъюзната комунистическа партия (болшевики) е създаден отдел „Международна информация“. За да се прикрие връзката между него и Коминтерна, той е оглавен от кандидат-члена на Политбюро Александър Шчербаков, но негови заместници стават най-близките до Сталин дотогавашни секретари на Коминтерна Георги Димитров и Дмитрий Мануилски.
Дейността на КИ е поета след края на Втората световна война от новата организация Коминформбюро.

## Българска компартия
Коминтернът приема БКП (т.с.) за партия членка още на Учредителния си конгрес през 1919 г. Под натиска на Коминтерна, надделявайки над крилото на старите социалдемократи начело с Димитър Благоев, водачите на БКП Георги Димитров и Васил Коларов (който тогава е генерален секретар на Изпълнителния комитет на Коминтерна) отричат тактиката на неутралитет на партията по отношение на Деветоюнския преврат от лятото на 1923 г. и поемат курс към въоръжено противопоставяне на режима на проф. Александър Цанков. През август 1923 г. ръководството на БКП (т.с.) решава да вдигне Септемврийското въстание. След разгрома му Димитров и Коларов избягват през Югославия в СССР.
Връзките с Коминтерна, доминиран от Сталин, наред с чистките след Септемврийските събития (т.нар. въстание) допринасят за издигането на левичарския уклон в ръководството на БКП през 1925 – 1936 г.
В периода 1941 – 1944 г. Коминтернът активно подпомага Партизанското движение в България на страната на Антихитлеристката коалиция.
Коминтернът се занимава и с националния въпрос на Балканите. През 1934 г. по идея на Сталин се решава да се създадат „македонска“, „добруджанска“ и „тракийска“ народност въз основа на българските общности извън България и нейните покрайнини като опит да бъде наложено решение на дълбокия конфликт между изконното желание всички българи (подобно на другите балкански народи) да живеят в собствена държава и аспирациите на балканските държави към населени с българи земи и особено на активно отстояваните от сръбските комунисти сръбски претенции към Македония. В изпълнение на приета директива под ръководството на Коминтерна се създават близките до БКП ВМРО (обединена) и Добруджанската революционна организация, правят се опити да се привлекат тракийските дружества наследници на ВТРО, които да работят „за националното и социално освобождение“ на тези области.
Прилагането на споменатите директиви от коминтерновските времена частично обяснява политиката на БКП в първите години след идването ѝ на власт през 1944 г., когато прибързано отзовава българските войски от Беломорието и от Македония и с репресии опитва да наложи на българите от Пиринска Македония да променят българското си самосъзнание на „македонско“.

## Училища
Към организацията са създадени няколко училища за обучение на професионални комунистически кадри – дейци на компартиите по света:
- Комунистически университет на националните малцинства на Запада
- Комунистически университет на трудещите се от Изтока
- Комунистически университет на трудещите се китайци
- Международна ленинска школа